# Astilodes
Astilodes là một chi nhện trong họ Salticidae.